# کریس مان
کریستوفر مایکل مان (زاده ۵ مه 1982) خواننده، ترانه‌سرا و بازیگر آمریکایی اهل ویچیتا، کانزاس است. او در فصل دوم مسابقه آواز تلویزیونی NBC The Voice در سال ۲۰۱۲ چهارم شد. مان در تیم کریستینا آگیلرا اول شد و نماینده او در دور نهایی بود.

## حرفه موسیقی
پس از فارغ‌التحصیلی در سال ۲۰۰۰ از دبیرستان ویچیتا جنوب شرقی در ویچیتا، کانزاس، به دانشگاه واندربیلت رفت. او در سال ۲۰۰۴ از مدرسه موسیقی بلر واندربیلت در رشته اجرای آواز فارغ‌التحصیل شد. پس از فارغ التحصیلی، مان برای بازی در یک اپرای ایتالیایی در اروپا انتخاب شد. کارهای استودیویی او در فیلم‌های آواتار، شادی: فیلم کنسرت سه بعدی، نامه‌هایی به ژولیت، درهم، جنسیت و شهر ۲، اسمورف‌ها، ۲۰۱۲ و نیکوکار نمایش داده شده‌است.

## زندگی شخصی
مان با دوست دختر دیرینه خود، لورا پرلو، در سال ۲۰۱۳ در باغ‌های ماراویلا در کاماریلو، شهرستان ونتورا در جنوب کالیفرنیا ازدواج کرد. در ماه مه ۲۰۱۷، این زوج اعلام کردند که در انتظار اولین فرزند خود هستند، پسری به نام هوگو که اواخر همان سال به دنیا آمد. در اکتبر ۲۰۲۰، این زوج اعلام کردند که منتظر دومین فرزند خود هستند که در ژانویه ۲۰۲۱ به دنیا می‌آید. در ۱۱ ژانویه ۲۰۲۱، مان و همسرش دومین فرزند خود را به دنیا آوردند، پسری به نام راکی.

## آهنگ‌شناسی

### آلبوم‌های استودیویی
| عنوان     | جزئیات                                                                                  | اوج موقعیت‌های نمودار | اوج موقعیت‌های نمودار | اوج موقعیت‌های نمودار |
| عنوان     | جزئیات                                                                                  | ایالات متحده         | ایالات متحده کلاسیک  | ایالات متحده         |
| --------- | --------------------------------------------------------------------------------------- | -------------------- | -------------------- | -------------------- |
| جاده‌ها    | - تاریخ انتشار: ۳۰ اکتبر ۲۰۱۲ - برچسب: جمهوری جهانی - فرمت‌ها: سی دی، دانلود دیجیتال     | ۱۷۵                  | ۵                    | ۱                    |
| صورت فلکی | - تاریخ انتشار: ۶ می ۲۰۱۶ - برچسب: Droped Entertainment - فرمت‌ها: سی دی، دانلود دیجیتال | -                    | ۳                    | ۴                    |

### آلبوم‌های زنده
| عنوان                                  | جزئیات                                                                              | اوج موقعیت‌های نمودار |
| عنوان                                  | جزئیات                                                                              | ایالات متحده کلاسیک  |
| -------------------------------------- | ----------------------------------------------------------------------------------- | -------------------- |
| کریس مان در کنسرت: مردی برای تمام فصول | - تاریخ انتشار: ۱ ژانویه ۲۰۱۳ - برچسب: جمهوری جهانی - فرمت‌ها: سی دی، دانلود دیجیتال | ۱۴                   |

### نمایشنامه‌های تمدید شده
| سال  | عنوان                | جزئیات                                                                                             | نمودار اوج موقعیت‌ها | نمودار اوج موقعیت‌ها |
| سال  | عنوان                | جزئیات                                                                                             | ایالات متحده کلاسیک | ایالات متحده        |
| ---- | -------------------- | -------------------------------------------------------------------------------------------------- | ------------------- | ------------------- |
| ۲۰۰۹ | EP                   | - تاریخ انتشار: ۱۱ اوت ۲۰۰۹ - برچسب: آپرکات - فرمت: دانلود دیجیتال                                 | -                   | -                   |
| ۲۰۱۱ | کریس مان             | - تاریخ انتشار: ۱۰ اکتبر ۲۰۱۱ - برچسب: Droped Entertainment - فرمت: دانلود دیجیتال                 | -                   | -                   |
| ۲۰۱۲ | خانه برای کریسمس     | - تاریخ انتشار: ۹ اکتبر ۲۰۱۲ - برچسب: جمهوری جهانی - فرمت: دانلود دیجیتال، سی دی (انحصاری وال‌مارت) | ۱۲                  | ۶                   |
| ۲۰۱۷ | صورت فلکی (بدون برق) | - تاریخ انتشار: ۱۷ نوامبر ۲۰۱۷ - برچسب: Droped Entertainment - فرمت: دانلود دیجیتال                | -                   | -                   |

### مجردها

#### به عنوان هنرمند اصلی
| سال  | تنها                         | نمودار اوج- موقعیت‌ها | آلبوم                 |
| سال  | تنها                         | ایالات متحده - AC    | آلبوم                 |
| ---- | ---------------------------- | -------------------- | --------------------- |
| ۲۰۱۱ | "زندگی زیبا"                 |                      |                       |
| ۲۰۱۱ | "دخترزیبا"                   |                      |                       |
| ۲۰۱۲ | "جاده ها"                    | ۳۰                   | جاده‌ها                |
| ۲۰۱۲ | "مگر اینکه منظورت این باشد"  | -                    | جاده‌ها                |
| ۲۰۱۲ | «ای مؤمنان بیایید»           | ۲۰                   | Home for Christmas EP |
| ۲۰۱۵ | "عشق"                        |                      |                       |
| ۲۰۱۵ | "مرا به خاطر بسپار"          |                      |                       |
| ۲۰۱۶ | "پژواک"                      | -                    | صورت فلکی             |
| ۲۰۱۶ | "بازگشت"                     | -                    | صورت فلکی             |
| ۲۰۱۷ | "من می‌خواهم (یک رقص) با کسی" |                      |                       |

#### به عنوان هنرمند برجسته
| سال  | عنوان                                                        | آلبوم                        |
| ---- | ------------------------------------------------------------ | ---------------------------- |
| ۲۰۱۲ | "چراغ قرمز" (با حضور آمینا)                                  | آمینا ای پی                  |
| ۲۰۲۰ | " بازتاب " (آهنگ کریستینا آگیلرا) (بدون اعتبار؛ فقط گروه کر) | مولان (موسیقی متن فیلم اصلی) |

### سایر آهنگ‌های نمودار شده
| سال  | ترانه                             | نمودار اوج - موقعیت‌ها | نمودار اوج - موقعیت‌ها | نمودار اوج - موقعیت‌ها | نمودار اوج - موقعیت‌ها | حراجی                 | آلبوم              |
| سال  | ترانه                             | ایالات متحده          | ایالات متحدهحفر کردن. | ایالات متحده - حرارت. | ۱۰۰ تک‌آهنگ داغ کانادا | حراجی                 | آلبوم              |
| ---- | --------------------------------- | --------------------- | --------------------- | --------------------- | --------------------- | --------------------- | ------------------ |
| ۲۰۱۲ | " تو مرا بلند می‌کنی "             | -                     | ۴۶                    | ۱۹                    | -                     | - ایالات متحده: 39000 | آهنگ‌های بدون آلبوم |
| ۲۰۱۲ | " دعا " (با حضور کریستینا آگیلرا) | ۸۵                    | ۳۴                    | -                     | ۷۵                    | - ایالات متحده: 52000 | آهنگ‌های بدون آلبوم |